# Coponio
Coponio (in latino: Coponius; fl. 6-9) è stato un politico romano.

## Biografia

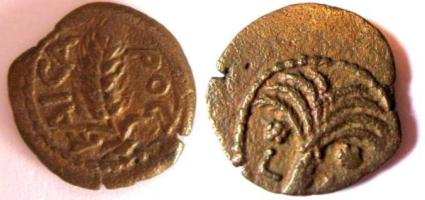
Moneta di Coponio.

Coponio fu il primo prefectus cum iure gladii (prefetto con potere di condanna a morte) inviato dall'imperatore Augusto in Palestina nel 6 d.C., dopo l'esilio del re Archelao a Vienne, nella Gallia meridionale, e la conseguente riduzione dei territori di Giudea e Samaria a provincia romana.
Sotto la sua amministrazione avvenne la grande ribellione di giudei capitanata da Giuda il Galileo, il fondatore della setta detta degli "Zeloti", figlio di Eleazar noto anche come Ezechia, nel 7 d.C., la causa di ciò non fu tanto la personalità di Coponio, quanto l'introduzione dei soldati romani.
A causa della ricostruzione della provincia della Giudea in corso di svolgimento, il censimento fiscale ordinato dall'imperatore fu preso da Quirino, lo stesso di cui parla Luca evangelista, e che fu un'ulteriore causa di offesa. La rivolta venne repressa e lo stesso Giuda trovò la morte.
Nel 9 d.C., Coponio fu richiamato a Roma e sostituito da Marco Annibulo. Probabilmente fu a causa di questo evento che una porta del Tempio portava il nome di "porta di Coponio". Riguardo all'atteggiamento personale di Coponio verso gli ebrei non si sa nulla di preciso.